# Joseph Jeannerod
Gaspard François Joseph Jeannerod  (né le 27 mai 1839 à Besançon, mort le 22 février 1920) est un général français sous la IIIe République.

## Biographie
Jeannerod est issu de l'école spéciale militaire de Saint-Cyr, promotion de 1861; il est nommé sous-lieutenant le 1er octobre 1861 au 58e régiment d'infanterie en Algérie; nommé lieutenant le 11 mars 1868.
Promu capitaine le 9 août 1870, il participe à la guerre de 1870 au 12e corps d'armée du général Lebrun et il est remarqué lors de la bataille de Beaumont. Combattant ensuite à Sedan, il est capturé avec son armée. Libéré, il participe comme commandant d'une compagnie d'éclaireurs aux opérations de répression de la Commune de Paris (1871). Cité à l'ordre de l'armée, il reçoit la croix de la Légion d'Honneur.
Il est promu chef de bataillon le 16 novembre 1877 au 125e régiment d'infanterie et en avril 1883, il prend la tête du 18e bataillon de chasseurs à pied. Il est promu lieutenant-colonel le 8 juillet 1886 au 8e régiment d'infanterie, ensuite colonel le 12 octobre 1889 au 4e régiment de zouaves (Tunisie), où il reste jusqu'en 1894 et où il est promu officier de la Légion d'honneur.
Le 1er mai 1894, il est nommé Général de brigade à la tête de la 83e brigade d'infanterie. En novembre 1895, il est nommé chef de cabinet de Godefroy Cavaignac au ministère de la Guerre. Il fait partie de l'ambassade extraordinaire envoyée en Russie pour fêter le couronnement du Tsar Nicolas II. Ensuite, il est créé commandeur de la Légion d'Honneur et prend le commandement de la 12e brigade d'infanterie.
Promu général de division en 1900, il commande la 41e division d'infanterie et en septembre 1901, il commande le 1er corps d'armée, où il succède à son frère. Le 14 juillet 1902, il est créé commandeur de la Légion d'honneur. 
Jeannerod sera mis en disponibilité en mai 1904, quelques jours avant la date de sa retraite, pour avoir pris une position publique en faveur du clergé.
Il meurt le 22 février 1920, grand Officier de la Légion d'Honneur.

## Généalogie
- Il est le fils de François-Joseph Jeannerod (1803-1861), intendant général et de Marie-Louise Oyselet de Legna de Chevroz  (1816-1901) ;

## Sources
- Military photos
- Fiche sur généanet